# HD164521
HD164521 — хімічно пекулярна зоря спектрального класу
B9 й має видиму зоряну величину в смузі V приблизно 9,7.

## Пекулярний хімічний склад
Зоряна атмосфера HD164521 має підвищений вміст
Si
.